# Glenea lachrymosa
Glenea lachrymosa é uma espécie de escaravelho da família Cerambycidae. Foi descrito por Francis Polkinghorne Pascoe em 1867.  É conhecida a sua existência em Sulawesi.